# Allium schergianum
Allium schergianum är en amaryllisväxtart som beskrevs av Pierre Edmond Boissier. Allium schergianum ingår i släktet lökar, och familjen amaryllisväxter. Inga underarter finns listade i Catalogue of Life.